# 世界でいちばん熱い夏
「世界でいちばん熱い夏」（せかいでいちばんあついなつ）は、プリンセス プリンセスの2枚目及び8枚目のシングル。オリジナル版は1987年7月16日発売、平成版が1989年7月1日発売。発売元はCBS・ソニー（現・ソニー・ミュージックレーベルズ）。
調はイ長調。

## 解説
元々は、杉真理が中心となって製作されたオムニバス・アルバム『Summer Lounge』（杉の他、ハイ・ファイ・セット、南佳孝、須藤薫らの楽曲を収録。アルバム参加アーティスト全員（「Pops All Stars」名義）参加の楽曲「HOLIDAY COMPANY」では、間奏の旅行代理店従業員のセリフを奥居以外の4人が、富田 → 中山 → 今野 → 渡辺の順で喋っている）のために作られた楽曲。
レコードでの最初の発売時はバンド自体の知名度がまだ低く、オリコンシングルチャートにチャートインしなかったが、その後のブレイクで2年後に8cmCDとして再発売された。この時にカップリング曲がオリジナル版の「ヴァイブレーション」から同曲の平成アレンジ版へ、ジャケットもメンバーの写真を使ったオリジナル版から、CDシングルのパッケージを生かした「航空チケット風デザイン」へ差し替えるなどの変更がある。初回プレス分は金色のパッケージで、それ以降の通常盤はピンクのジャケットとなっている。
2001年、ボーカルの奥居香が後に結婚した岸谷五朗が主演を務めたTBS系ドラマが本作を捩り『世界で一番熱い夏』と付けられ放送された。楽曲やメンバーと直接なつながりは奥居（同ドラマ放映時点では「岸谷香」名義）が同ドラマの主題歌である「翼がなくても」の作詞・作曲を担当したことを除き無かったが、この放送をきっかけにマキシシングルで再発売された。この再発盤では、バンド最大のヒット曲である「Diamonds」をカップリング曲に収録。内容はどちらもオリジナル・バージョンにリマスタリングを施したもの。
2019年5月10日に岸谷香がunlock the girlsと『ミュージックステーション』に出演した時に演奏したが、曲の終盤のアレンジをキーボードからギターに換えて演奏し、さらにこの年の春のバンドツアーでも演奏した時に｢この曲は昭和、平成とあって令和の今、新しいアレンジをしてみました。本日はアレンジを令和バージョンで皆さんにお送りします｣とMCで語り、『ミュージックステーション』と同じアレンジで演奏した。

## ベスト・アルバムへの収録
ベスト盤では平成アレンジ版が収録される事が多く、ライブでも平成アレンジ版で歌われていた。再結成時には当初は平成アレンジ版を演奏していたが、後にオリジナル・バージョンでの演奏に変更された。

## 記録
オリコン集計でミリオンセラーを達成した「Diamonds」には至らなかったものの、同社集計で80万枚を超えるヒットとなり、2作連続のオリコンシングルチャート1位、更に同チャートの年間チャートでも2位を記録。「Diamonds」と1・2位を独占した。同チャートの年間1・2位独占は、前年の光GENJI（「パラダイス銀河」「ガラスの十代」）に続く史上3組目の記録。累計売上は86.5万枚（オリコン調べ）。

## 収録曲

### オリジナル盤
1. 世界でいちばん熱い夏
作詞：富田京子　作曲：奥居香　編曲：プリンセス・プリンセス、笹路正徳
  - 作詞のクレジット上は富田一人になっているが、当時作詞アドバイザーだった田口俊が協力している。
2. ヴァイブレーション
作詞・作曲：中山加奈子　編曲：プリンセス・プリンセス、笹路正徳
  - アルバム『TELEPORTATION』からのシングルカット。

### 1989年盤
1. 世界でいちばん熱い夏 <ORIGINAL VERSION>
作詞：富田京子　作曲：奥居香　編曲：プリンセス・プリンセス、笹路正徳
2. 世界でいちばん熱い夏 <平成レコーディング>
作詞：富田京子　作曲：奥居香　編曲：プリンセス・プリンセス、笹路正徳
  - セルフカバーヴァージョン。カップリング曲扱いでありながら、ベスト・アルバムにはオリジナル版に代わり収録されることも多いため、オリジナルと並び高い知名度を博す。当初からコンサートで演奏されていたアレンジのヴァージョンをスタジオでレコーディングしたものであり、イントロ部分がサビの歌い出しで始まるなど、全体的にオリジナルと大きな差がある。このシングルでは、それぞれに<ORIGINAL VERSION>、<平成レコーディング>とヴァージョンの表記がある。カラオケ機器では、機種により何れかのバージョンで配信されている。

### 2001年盤
1. 世界でいちばん熱い夏
作詞：富田京子　作曲：奥居香　編曲：プリンセス・プリンセス、笹路正徳
2. Diamonds (ダイアモンド)
作詞：中山加奈子　作曲：奥居香　編曲：プリンセス・プリンセス、笹路正徳

## タイアップ一覧
オリジナルと平成レコーディング共に、テレビ朝日系番組のタイアップに使用されている。オリジナルは『世界どっきりウォッチ』、平成レコーディングは『いつか行く旅』と、いずれも海外をテーマにした番組であり曲調とマッチしている。
| 楽曲                 | タイアップ                                               | 時期   | 出典  |
| -------------------- | -------------------------------------------------------- | ------ | ----- |
| 世界でいちばん熱い夏 | テレビ朝日系『世界どっきりウォッチ』エンディング・テーマ | 1987年 |       |
| 世界でいちばん熱い夏 | テレビ朝日系『いつか行く旅』テーマソング                 | 1989年 |       |
| 世界でいちばん熱い夏 | サッポロ『アイスラガー7』CMソング                        | 2012年 | [ 4 ] |

## カバー
- ノーランズ - 1992年発売のアルバム『THE HOTTEST PLACE ON EARTH』に収録（歌詞は英語）。英題は「The Hottest Place on Earth」。英語訳詞：Des Dyer。
- Patty & Jimmy - 2003年発売のアルバム『Fine』に収録（歌詞は英語）。レゲエ調。英語訳詞：Suzi Kim。
- 二階堂和美 - 2008年発売のアルバム『ニカセトラ』に収録。
- 茅原実里 - 「Minori Chihara Live 2009 "SUMMER CAMP"」でこの曲をカバー。
- 島崎和歌子 - 2009年発売のシングル「Happy Life-明日に向かって-」に収録。
- 真行寺恵里 - 2009年発売のアルバム『R40 -DANCE! DANCE!! DANCE!!!-』に収録。
- W.C.D.A. - 2009年発売の配信シングル『世界でいちばん熱い夏』に収録。ハウス・ミュージック調。
- W.C.D.A. - 2009年発売の配信アルバム『REMIX COLLECTION 01 (J-POP DANCE REMIX)』に収録。トランス (音楽) 調。
- 外城亜香里 - 2010年発売のアルバム『boo-year!』に収録。
- URATA NAOYA（AAA・浦田直也） - 2013年、音楽配信サービスUULAの企画としてカバー。また、アルバム『UNCHANGED』（2013年12月4日発売）に収録された。
- 柴田あゆみ - 2014年発売のアルバム『kick start』に収録。
- 青木隆治 - 2015年発売のアルバム『VOICE 198X』に収録。
- 有原翼（西田望見）、東雲龍（近藤玲奈）、野崎夕姫（南早紀）、河北智恵（井上ほの花） - 2018年発売のミニアルバム『真夏のサイレン』に収録。ゲーム『八月のシンデレラナイン』イメージソング[5]。
- The Biscats - 2023年8月23日（配信）、8月30日（CD）発売のカバーアルバム『J-BOP SUMMER』に収録[6]。